# Náboženská filozofie
Náboženská filozofie je filozofickým myšlením, které je inspirované určitým náboženstvím. Taková filozofie může mít od náboženství různou vzdálenost - může jít o filozofické výboje kněžích a teologů takového náboženství (třeba i propagační a apologetické), ale i o myšlení zcela nezávislých filozofů, kteří jen respektují základní koridor, který náboženství vymezuje. V dějinách filozofie spadá do této kategorie většina autorů a škol, jen malá skupina novověkých filozofů se z tohoto vymezení vylomila. Sporná je otázka starořeckých a starořímských filozofů. I oni byli začasto ovlivněni řeckým a římským náboženstvím, přesto se většinou za náboženské filozofy neoznačují, případně se mezi nimi rozlišují ti, kdo tradičnímu náboženství podléhali více (např. orfisté) a ti, kdo se mu vzdálili (zejm. sokratovská linie). Ve východních filozofiích je pevné spojení s náboženstvím tradicí a nelze dokonce ani narýsovat přesnou hranici mezi myšlením náboženským a filozofickým. V evropské filozofii sehrála zásadní roli křesťanská filozofie - celá pozdně starověká a středověká evropská filozofie (patristika, scholastika) spadá do této kategorie. Ovšem i v novověku se rozvinula - vedle někdy nepřátelsky naladěné filozofie osvícenské a moderní - křesťanská filozofie, ať ta více navazující na staré systémy myšlení a spjatá s katolickou církví (novotomismus), nebo více nezávislá (Pierre de Chardin, křesťanský existencialismus, křesťanský anarchismus atp.). Podobné je to i v jiných náboženstvích, stále se nachází dost myslitelů, kteří si přejí uchovat své myšlení v jejich širším rámci.

## Hlavní představitelé
- Křesťanská filozofie: Svatý Ambrož, Atanáš, Řehoř z Nazianzu, Jan z Damašku, Boëthius, Svatý Augustýn, Anselm z Canterbury, Tomáš Akvinský, Albert Veliký, Jan Duns Scotus, William Ockham, Jean Buridan, Ramon Llull, Roger Bacon, Svatý Bonaventura, Jakub Arminius, Justus Lipsius, Erasmus Rotterdamský, Thomas More, Blaise Pascal, Friedrich Daniel Ernst Schleiermacher, Friedrich Schlegel, Johann Gottfried Herder, Søren Kierkegaard, George Berkeley, Edmund Burke, Vladimir Solovjov, Maurice Blondel, Pierre Teilhard de Chardin, Nikolaj Berďajev, Rudolf Otto, Paul Tillich, Karl Barth, Michel de Certeau, Paulo Freire, Jacques Maritain, Gabriel Marcel, Jacques Ellul, Paul Ricœur, Albert Schweitzer.
- Islámská filozofie: Avicenna, Averroes, Al-Ghazálí, Ibn Chaldún, Aliboron, Al-Fárábí, Avempace, Ibn al-Arabí, Ibn Tufajl, Ibn Hazm, Muhammad Iqbal, Roger Garaudy.
- Judaistická filozofie: Filón Alexandrijský, Akiva, Raši, Šlomo ibn Gabirol, Jehuda ha-Levi, Abraham ibn Ezra, Maimonides, Chasdaj Kreskas, Jehuda ben Becalel, Ga'on z Vilna, Izák Abrabanel, Uriel da Costa, Baruch Spinoza, Moses Mendelssohn, Martin Buber, Franz Rosenzweig, Emmanuel Levinas, Geršom Scholem.